# Lobelia brachyantha
Lobelia brachyantha là loài thực vật có hoa trong họ Hoa chuông. Loài này được Merr. & L.M.Perry mô tả khoa học đầu tiên năm 1941.